# شیکاگو پارک (کالیفرنیا)
شیکاگو پارک (به انگلیسی: Chicago Park) یک منطقهٔ مسکونی در ایالات متحده آمریکا است که در شهرستان نوادا، کالیفرنیا واقع شده‌است. شیکاگو پارک ۷۰۵ متر بالاتر از سطح دریا واقع شده‌است.